# Cabinet médical

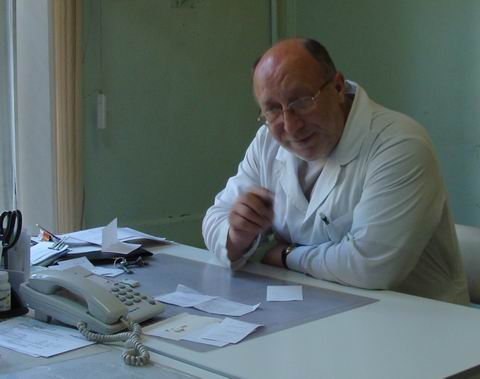
Un cabinet médical en Russie.

Un cabinet médical est un local où est exercée une profession libérale liée aux soins de santé (exemples : médecin spécialiste, chirurgien-dentiste, pneumologue, radiologue, etc.) ce médecin proposera dans ses locaux des consultations liés à sa spécialité. Ainsi, un médecin gynécologue par exemple, offrira uniquement des consultations en gynécologie.
Un cabinet médical est parfois constitué de plusieurs médecins spécialistes ; il prend alors le nom de cabinet pluri-disciplinaire. Son origine remonte à 1935* lorsque le docteur Julien Rozan (1907-1982) crée le premier cabinet de groupe français. Son objectif est alors de réunir sous le même toit plusieurs spécialités pour offrir un accueil unique aux patients et des soins plus complets. C’est ainsi que voit le jour la première permanence médicale d’Aubervilliers qui deviendra plut tard la polyclinique d'Aubervilliers (intégrée depuis au sein de l'hôpital européen de Paris).
Un cabinet médical est toujours constitué d'au moins une salle de consultation (qui fait parfois office de bureau pour le médecin spécialiste), d'une salle d'attente pour les patients, et parfois d'un accueil/secrétariat où un/une secrétaire médical(e) est présente pour renseigner, prendre les rendez vous des patients.